# Кромвел (Оклахома)
Кромвел (енгл. Cromwell) град је у америчкој савезној држави Оклахома.

## Демографија
По попису из 2010. године број становника је 286, што је 21 (7,9%) становника више него 2000. године.
| Група             | 2000.       | 2010.       |
| Белци             | 190 (71,7%) | 194 (67,8%) |
| Афроамериканци    | 2 (0,8%)    | 6 (2,1%)    |
| Азијати           | 0 (0,0%)    | 2 (0,7%)    |
| Хиспаноамериканци | 8 (3,0%)    | 2 (0,7%)    |
| Укупно            | 265         | 286         |